# "W" تشير الى المنتهي
"W" تشير إلى المنتهي هي الرواية الثالثة والعشرون في سلسلة «الأبجدية» للروايات الغامضة لسو جرافتون. يظهر كينزي ميلون، المحقق الخاص في سانتا تيريزا، كاليفورنيا، وهو نسخة خيالية من سانتا باربرا ، كاليفورنيا.
وجدت الرواية أن كينزي تحقق في وفاة محقق خاص محلي ورجل مشرد مجهول الهوية. تم نشر الرواية في سبتمبر 2013 من قبل أبناء جي بي بوتنام.

## الشخصيات
- كينزي ميلون: محقق خاص

## عنوان
من بين 5700 معجب شاركوا في مسابقة «احزر العنوان» على موقع جرافتون، خمن أقل من 50 شخصًا أن كلمة "W" ترمز إلى "Wasted" للجزء 23 من سلسلة "Alphabet". تم الكشف عن العنوان في 1 مايو 2013، في مقابلة مع USA Today . وأوضح جرافتون أن عدة معاني لكلمة "Wasted" تنطبق على الرواية، بما في ذلك «الخروج منه على المخدرات» و «مفهوم كل الهدر في الجريمة». 